# نولان متناقض
نولان متناقض (الاسم العلمي:Nolana paradoxa) هو نوع نباتي يتبع جنس النولان من فصيلة الباذنجانية.